# Coleophora edithae
Coleophora edithae é uma espécie de mariposa do gênero Coleophora pertencente à família Coleophoridae.